# Монастырщинское городское поселение
Монастырщинское городско́е поселе́ние — муниципальное образование в Монастырщинском районе Смоленской области Российской Федерации.
Административный центр — пгт Монастырщина.

## История
Статус и границы городского поселения установлены Законом Смоленской области от 2 декабря 2004 года № 89-з «О наделении статусом муниципального района муниципального образования "Монастырщинский район" Смоленской области, об установлении границ муниципальных образований, территории которых входят в его состав, и наделении их соответствующим статусом».

## Население
| 2012  | 2013  | 2014  | 2015  | 2016  | 2017  | 2018  |
| ----- | ----- | ----- | ----- | ----- | ----- | ----- |
| 3944  | ↘3824 | ↘3770 | ↘3755 | ↘3701 | ↘3665 | ↘3600 |
| 2019  | 2020  | 2021  | 2024  |       |       |       |
| ↘3516 | ↘3500 | ↘3223 | ↘3127 |       |       |       |

## Состав городского поселения
| № | Населённый пункт | Тип населённого пункта      | Население |
| - | ---------------- | --------------------------- | --------- |
| 1 | Монастырщина     | пгт, административный центр | ↘3127     |